# The Great Moment (1921)
The Great Moment é um filme de drama mudo dos Estados Unidos de 1921, dirigido por Sam Wood e estrelado por Gloria Swanson, Alec B. Francis e Milton Sills. É considerado um filme perdido, embora, um fragmento ainda existe e é preservado no BFI National Archive.

## Elenco
- Gloria Swanson - Nada and Nadine Pelham
- Alec B. Francis - Sir Edward Pelham
- Milton Sills - Bayard Delaval
- F.R. Butler - Eustace
- Raymond Brathwayt - Senhor Crombie
- Helen Dunbar - Lady Crombie
- Julia Faye - Sadi Bronson
- Clarence Geldert - Bronson
- Ann Grigg - Blenkensop
- Arthur Stuart Hull - Howard Hopper